# Ángel Simón
Ángel Simón Grimaldos (Manresa, 9 de noviembre de 1957) es un ingeniero y empresario español. Hasta abril de 2025 fue consejero delegado de Criteria Caixa, cargo que dejó según fuentes oficiales. Durante tres décadas ha ejercido diversas responsabilidades en el grupo Agbar, del cual ha sido el presidente desde 2010. Ingeniero de caminos, canales y puertos por la Universidad Politécnica de Cataluña (1980). Posteriormente realizó una maestría en administración de negocios (MBA) en dirección de empresas en la Escuela Superior de Administración y Dirección de Empresas (ESADE).

## Biografía
Ángel Simón Grimaldos nació en la localidad barcelonesa de Manresa, España, el 9 de noviembre de 1957.
Se graduó como ingeniero de caminos en la Universidad Politécnica de Cataluña. Más tarde realizaría un posgrado en la Escuela Superior de Administración y Dirección de Empresas de Barcelona.

### La Barcelona preolímpica
Entre 1980 y 1989 ocupó diversos cargos técnicos y de gestión en empresas y administraciones públicas. Tras dirigir la empresa pública de abastecimiento Sogemasa y los proyectos de la Sociedad Catalana de Capital Riesgo en la época preolímpica, el entonces alcalde de Barcelona, Pascual Maragall, le nombró gerente de la Mancomunidad de Municipios del Área Metropolitana de Barcelona y demás entidades que configuraban el Área Metropolitana de Barcelona (AMB), entidades que sustituyeron a la Corporación Metropolitana disuelta por el gobierno de Convergencia en 1987.
Impulsado por la preparación de los Juegos Olímpicos de 1992, aquel periodo supuso la gran transformación de la ciudad, con realizaciones como la Villa Olímpica, las Rondas o la apertura litoral, además de la puesta en marcha de proyectos como la rehabilitación de los cauces Llobregat-Besós, el parque natural de la Sierra de Collserola o el Plan de Saneamiento Metropolitano.

### Actividad empresarial en América Latina y Portugal
Entre 1989 y 1995 trabajó como gerente del Área Metropolitana de Barcelona. Se incorporó al Grupo Agbar en 1995, siendo nombrado delegado en Portugal. Posteriormente fue delegado de Agbar en Portugal (1995-1998) y director general internacional del sector agua y saneamiento del mismo grupo (1998-1999).
Entre la última década del siglo XX y la primera del XXI, Agbar tuvo una presencia relevante en Argentina, en ciudades como Santa Fe, Córdoba, Rosario y Buenos Aires. Participó activamente desde el año 1993 en Aguas Argentinas, sociedad en la que llegó a ostentar un 25%. Agbar interpuso, en 2003, junto con sus socios de SUEZ, sendas reclamaciones ante el Centro Internacional de Arbitraje de Disputas sobre Inversiones (CIADI) por desprotección de sus inversiones, devolviendo la concesión en 2005. El Tribunal dictó un laudo que reconoció a favor de los accionistas una indemnización de unos 700 millones de dólares estadounidenses.
El cambio en 1997 de la Constitución portuguesa, supuso la apertura del país a la colaboración público-privada y permitió la adquisición por Agbar del servicio de aguas de Setúbal y del servicio de Saneamiento del Vale do Ave, núcleo principal de la empresa Lusaga, que tradicionalmente era la explotadora de la Depuradora de Curtidos de Alcanena.
Después de permanecer tres años en Portugal, en 1998 asumió la Dirección Internacional del sector del Agua y Saneamiento del grupo. Desde este cargo impulsó el salto internacional de Agbar, coincidiendo con la proyección global de Barcelona tras los Juegos Olímpicos de 1992.
Diseñó y dirigió la entrada de Agbar en Chile en 1999, al adquirir la compañía EMOS, la primera empresa a nivel nacional, y la segunda que se concursó para la participación público-privada, después de ESVAL. Asumió como el primer gerente general de la Empresa Metropolitana de Obras Sanitarias (Emos) tras el traspaso del control de esta por parte del Estado local al grupo hispano.
El objetivo en el momento de adquirir la compañía fue pasar del 3 % al 100 % del saneamiento de las aguas servidas. La puesta en marcha del proyecto del Zanjón de la Aguada fue una de las grandes realizaciones. La renovación y modernización de este cauce que recorre la capital Santiago y se desbordaba con cierta frecuencia, permitió situar a Chile a la cabeza del continente sudamericano y como referente. Permaneció tres años al frente de la empresa chilena que, tras un proceso interno para evolucionar hacia mayor proximidad con la ciudadanía, pasó a denominarse Aguas Andinas.
En el año 2000, Agbar se convirtió en socio tecnológico de Aguas de La Habana, siendo la primera empresa mixta, con participación de capital extranjero, en gestionar un servicio público en el país.
Entre 2002 y 2004 se desempeñó como director general de la filial dedicada al sector agua y saneamiento. Después de su etapa chilena, en septiembre de 2004 fue nombrado director general del grupo Agbar en la última etapa de Ricardo Fornesa en la presidencia, tras una trayectoria de once años en el grupo.
En 2006 protagonizó la primera gran operación europea de Agbar en el Reino Unido, con la compra de Bristol Water a través de una OPA amistosa. En octubre de 2012 se vendió el 70% de la compañía al fondo de inversión canadiense CIP, continuando Agbar como gestora. En 2008 agregó a su cargo la responsabilidad de ser consejero-director general de Agbar, cargo que ostentó hasta su nombramiento como presidente.
Como director general, asumió la tarea de recentrar el grupo que en los últimos años había diversificado su actividad, ampliándola a otros sectores, de forma que concentrase su actuación exclusivamente en el ámbito del agua en cualquiera de sus vertientes. De esta forma, pudo desprenderse entre 2007 y 2010 de empresas como Cespa, A Plus, Acsa, Adeslas y ASM

### Etapa en Agbar
En junio de 2010, asumió la presidencia ejecutiva de Agbar. En 2012, Agbar creó el Fondo de Solidaridad para atender a las familias en riesgo de exclusión social que no podían abonar la factura del agua, en una acción coordinada con los servicios sociales de los ayuntamientos implicados. Esta iniciativa mereció una valoración positiva por parte del Instituto Catalán de Evaluación de Políticas Públicas (Ivàlua).
Desde marzo de 2013 hasta 2022, en tanto, fue nombrado vicepresidente de Suez Environnement a cargo de la actividad de agua en España, Sur de Europa y América Latina.
También ha sido presidente de Aguas de Barcelona, que presta servicio a casi treinta municipios y a más de tres millones y medio de habitantes, desde 2010 a 2024. La sociedad, de capital público-privado, fue creada en 2012 y corroborada su creación por sentencia del Tribunal Superior de Justicia de Cataluña en 2019. La sociedad está participada en un 70 % por la Societat General d’Aigües de Barcelona (SGAB), un 15 % por el Área metropolitana de Barcelona y otro 15 % por Criteria Caixa.
En 2021, el grupo francés Veolia, presentó una oferta pública para la adquisición de las acciones de Suez. Después de la validación de la Comisión Europea, en enero de 2022, la Autorité des Marchés Financiers (AMF, en francés: Autoridad de los Mercados Financieros) publicó los resultados de la oferta pública de adquisición del 95,95 % del capital de Suez por parte de Veolia. Después de este proceso de integración en Veolia, desde marzo de 2022 hasta enero de 2024, Ángel Simón ocupa el cargo de Senior Vice President Iberia & Latam en el Comité Ejecutivo de Veolia. El Consejo de Administración de Criteria Caixa, sociedad holding que gestiona el patrimonio empresarial de la Fundación "la Caixa", aprobó el nombramiento de Ángel Simón como consejero delegado, en la sesión del 16 de febrero de 2024.

## Salida apresurada
En junio de 2024, el consejo de administración de Veolia señaló las maniobras maliciosas de Simón para facilitar una OPA hostil de Agbar, filial de Veolia, por parte de CriteriaCaixa. Simón dimitió de su cargo como consejero delegado de Agbar para evitar una conflicto judicial con Veolia. Después de que CriteriaCaixa descubriera que Simón había negociado previamente en secreto la adquisición por parte de CriteriaCaixa de la empresa metalúrgica catalana Celsa, Simón fue despedido oficialmente de CriteriaCaixa en abril de 2025.

## Filantropismo
Ángel Simón ha presidido la Fundación Agbar, destinada a la educación y sensibilización ambiental, que gestiona el Museo Agbar de las Aguas, y la Fundación Aquae. Asimismo, ha formado parte del Patronato de la Fundación Princesa de Girona de los Premios Fundación Princesa de Girona en el Museo de las Aguas en Cornellá de Llobregat. En julio de 2022, se celebró la entrega.

## Reconocimientos
La patronal catalana Foment del Treball lo distinguió en 2020 con la Medalla de Honor al Empresario del Año 2020, por su defensa de la colaboración público-privada y por su labor para garantizar el acceso al agua y al saneamiento, servicios esenciales durante la pandemia. También, el Círculo de Economía lo nombró presidente de la comisión del Pacto Verde (Green Deal en inglés) para fomentar el trabajo en red, la transmisión de conocimiento, la igualdad de oportunidades y la economía circular.
Ángel Simón recibió en 2023 la medalla a la Trayectoria Profesional concedida por la Fundación Caminos del Colegio de Ingenieros de Caminos, Canales y Puertos. También recibió la Medalla de Honor (2017) y la Medalla al Mérito Profesional (2010) del Colegio de Ingenieros de Caminos, Canales y Puertos; y la Medalla Ildefons Cerdà del Colegio de Ingenieros de Caminos, Canales y Puertos de Cataluña (2008).